# Космографія
Космогра́фія (дав.-гр. κοσμογαφία, лат. cosmographia від дав.-гр. κόσμος — світ, всесвіт та γραφή — пишу) — наукова і навчальна дисципліна, що вивчає будову Всесвіту. Існувала до початку XX століття.

## Історія походження та розвиток у Європі
Основи космографії заклав Птолемей (близько 100 — приблизно 178), який зібрав свої географічні праці у «Γεωγραφικὴ Ὑφήγησις» (з дав.-гр. — Вступ до географії) у восьми книгах та поєднав знання про астрономію, географію, геологію та математику у нову науку про Всесвіт та його світобудову, обґрунтував геоцентричне походження небесних тіл та явищ.
Завдяки візантійському гуманістові Мануїлові Хрисолору, який розшукав рукопис твору, та його учню — Джакопо д'Анджело, який у 1406 році переклав рукопис з грецької на латинську та дав йому назву «Cosmographia», праця Птолемея стала відома серед науковців Європи.
У 1466 р. німецький картограф, космограф та астролог, чернець-бенедиктинець Ніколаус Германус користуючись латинським перекладом «Вступу до географії» виконав креслення в трапецієподібній проєкції мап Птолемея та видав нову версію «Географії» (з доповненими перевиданнями у 1467 та 1468 роках), у якій, зокрема запропонував нові правила позначення гір, річок, озер та кордонів.
У 1524 році професор математики Інгольштадтського університету Петрус Апіанус (він же — Петер Апіан (Petrus Apianus, Peter Apian, 1495—1552) випустив свою «Космографію», у якій наука космографія збагачена середньовічними знаннями з географії, навігації, астрономії та картографії. З врахуванням виданого у 1533 році за редакцією Еразма Роттердамського грецького тексту «Вступу до географії» учень Аппіануса — голландський фізик, математик та картограф Ґемма Фрізіус (Gemma Frisius, 1508—1555) у 1545 та 1584 роках випустив розширені видання праці свого вчителя. Протягом 16 століття «Cosmographia» Апіануса та Фрізіуса була настільки популярною, що її перевидавали 14 мовами понад 30 разів.

## Зображення з «Cosmographia» 1524 року

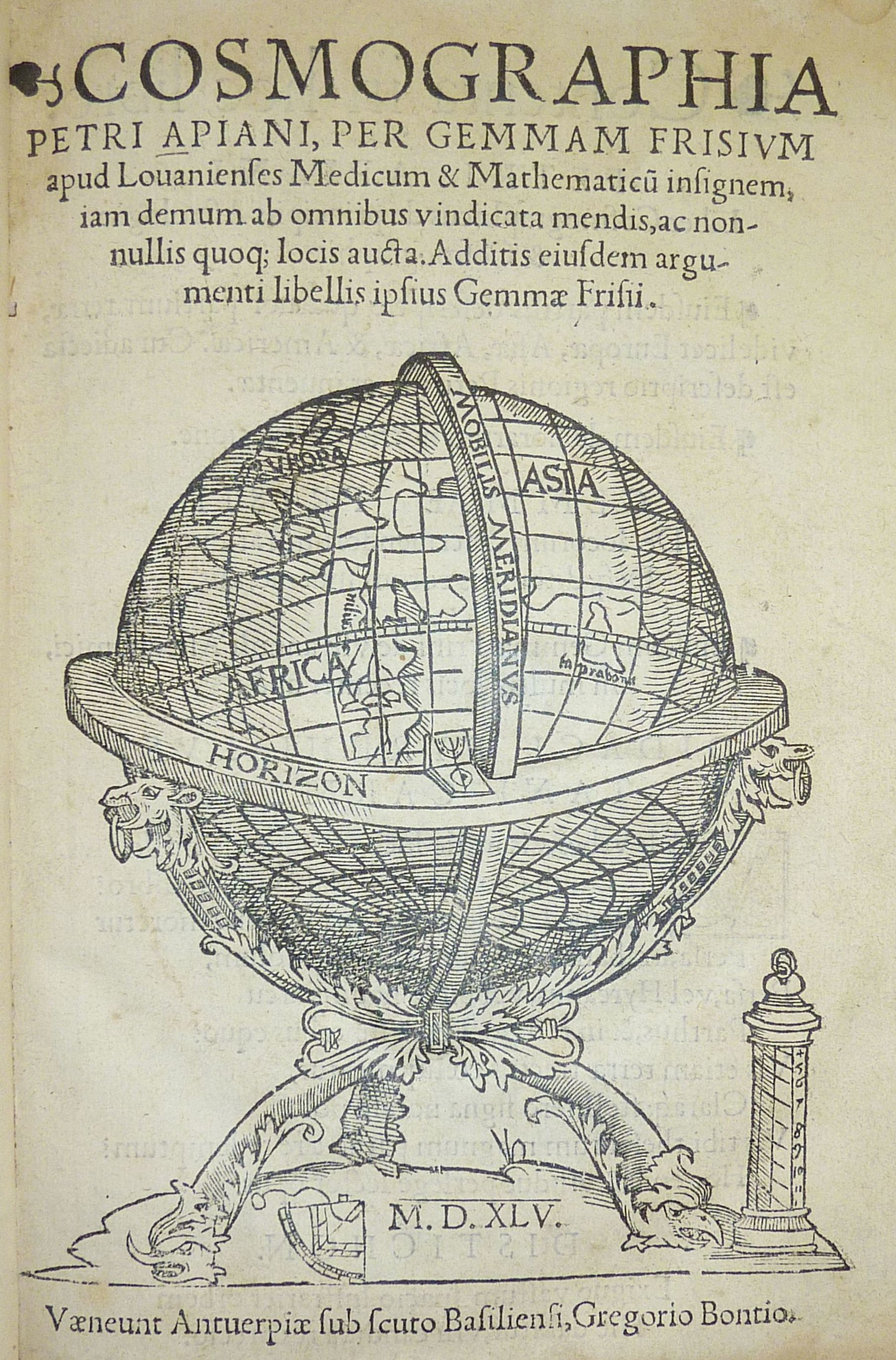
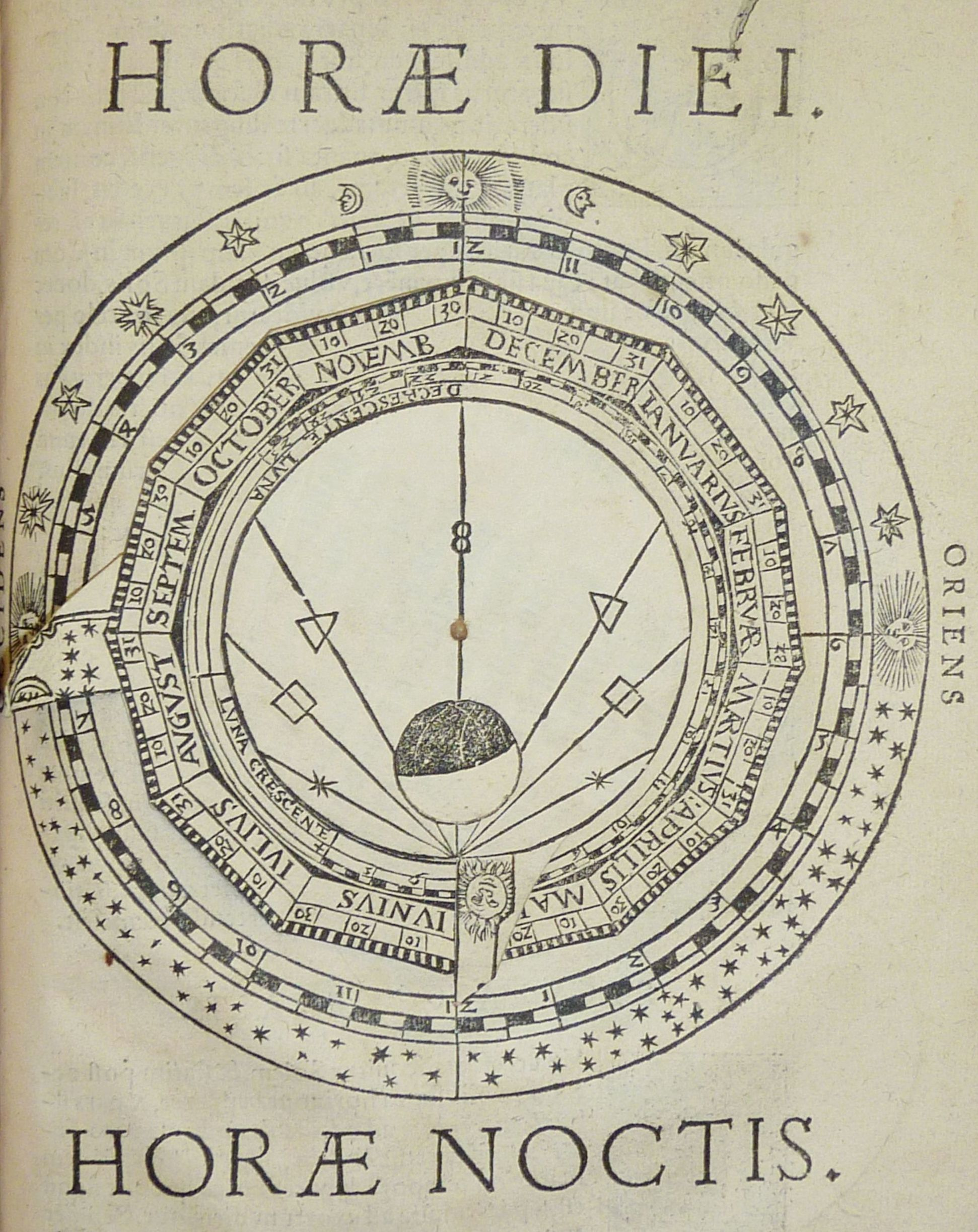
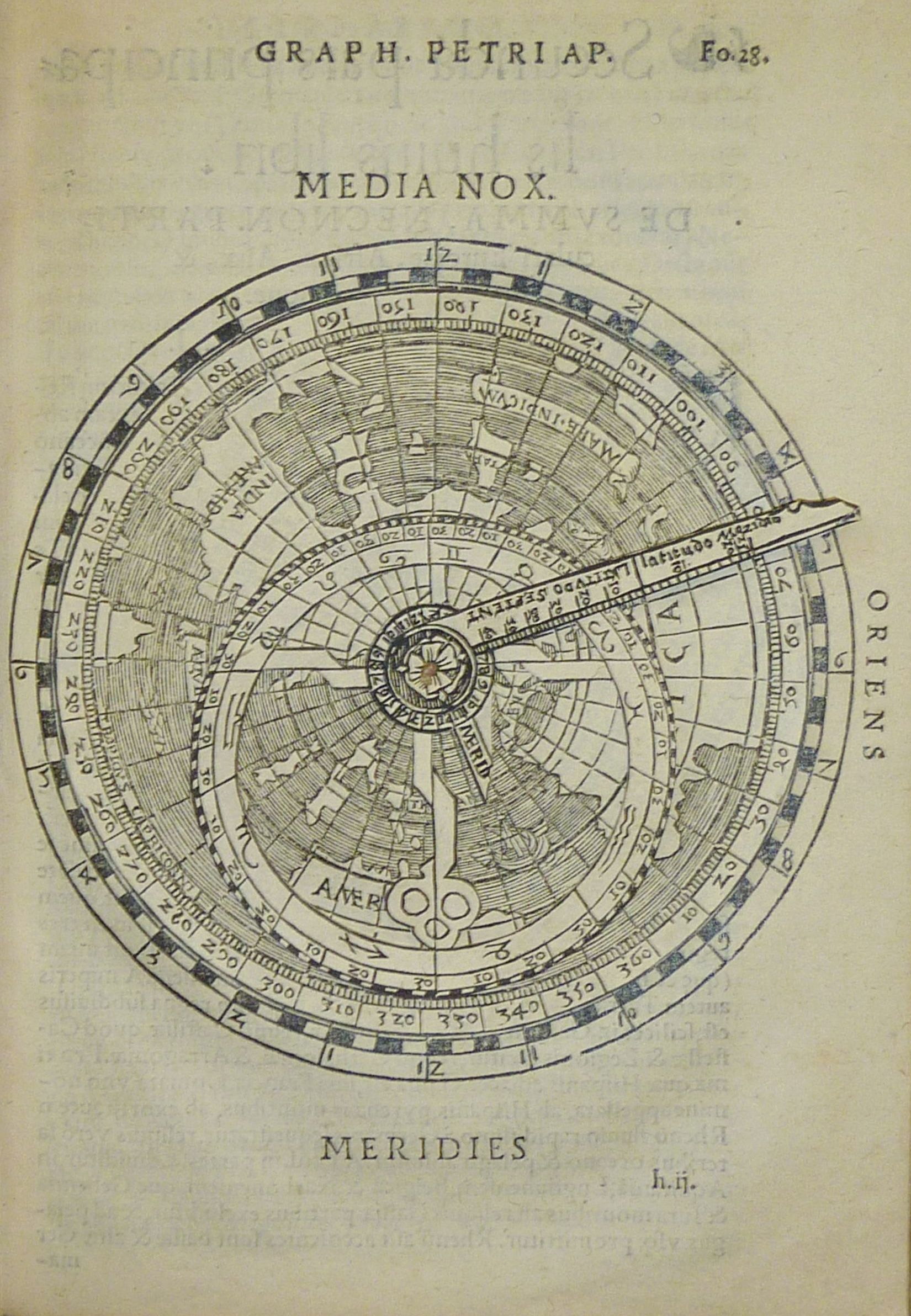
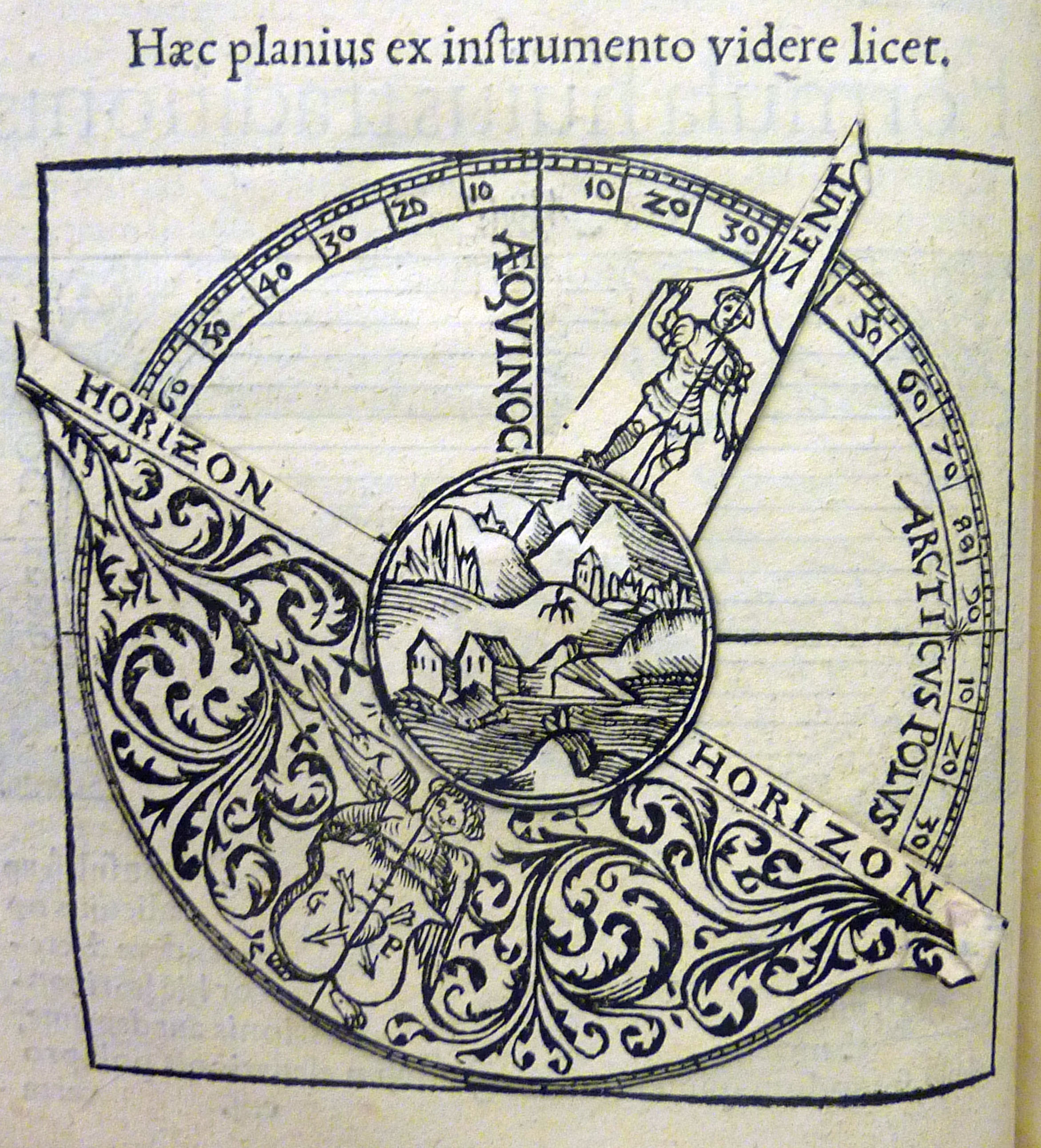
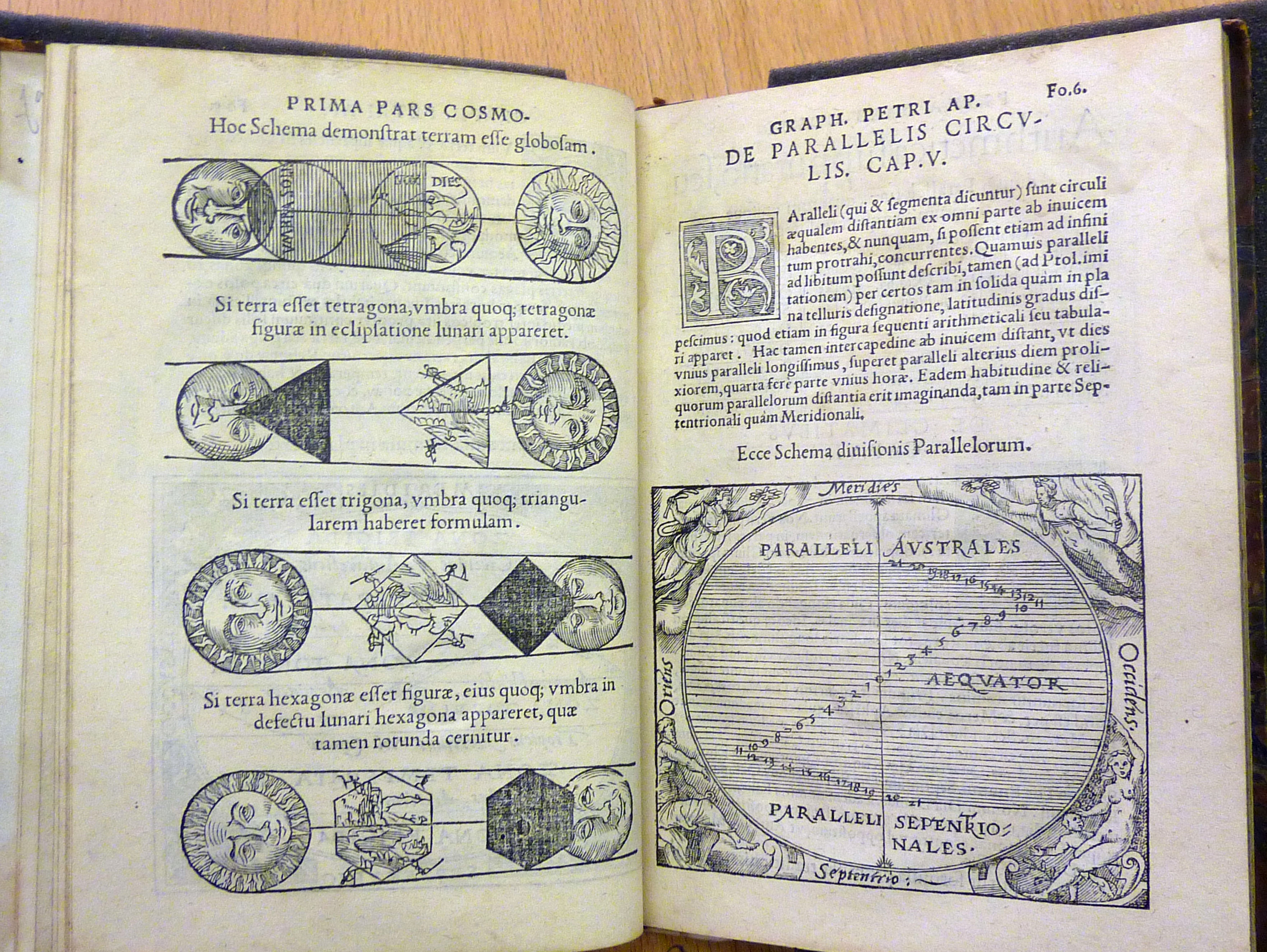

Паралельно з Ґеммою Фрізіусом у 1544 р. Себастьян Мюнстер видає свою ґрунтовну «Космографію», яка у період з 1544 р. до 1650 р. зазнала 46 перевидань шістьма мовами (27 німецькою, 8 латинською, 4 англійською, 3 італійською, 3 французькою, 1 чеською). 1667 року виходить у 12 томах Le Grand Atlas, ou Cosmographie Blaviane, en laquelle est exactement descritte la terre, la mer, et le ciel (з фр. Великий атлас, або Космографія Блау) у 12 томах голландського картографа Яна Блау.
У 1650 року виходить праця голландського географа Бернгарда Варена «Geographia Generalis» (Загальна географія), перевидана у 1664 і 1671 рр., у 1693 р. в Лондоні вийшла в перекладі англійською під назвою «Cosmography and Geography» у 2 томах, першу частину якого складає саме праця Бернгарда Варена, а до другої увійшли твори та записки французького історика та картографа Ніколи Сансона, до яких додано близько сотні космографічних, географічних та гідрографічних таблиць.
У 1693 року виходить праця венеціанського географа та  історика  «Космографія» (Epitome cosmografica, о Compendiose introduttione all'astronomia, geografia e idrografia, par l'uso dilucedatione a fabrica delle sfere, globi, planisferi, astrolabi, e tavole geografiche e particolarmente degli; stampati, e чріеgati nelle publiche lettioni dal P. Maestro V . Coronelli. Colonia; ad istanza di Andrea Poletti in Veneria, 1693)

## Роботи з космографії
- Козьма Індікоплов. «Християнська топографія» (VI століття).https://uk.wikipedia.org/w/index.php?title=Космографія&action=submit#
- Равеннский Анонім. «Космографія» (кінець VII століття).
- Закарія ібн Мухаммед Казвін. «Космографія» («Чудеса створеного і дивини існуючого», у двох книгах, 1263)
- Леонардо да Вінчі
- Мартін Бехайм
- Ян Блау. «Космографія».
- Петро Апіа (Біневіц). «Космографія».
- Ваврзінека Корвіна. «Космографія» (без позначення року; ймовірно, Базель, 1496).
- Мартін Вальдземюллер. «Запровадження в космографію» (1507)
- Себастьян Франк. «Космографія» (1533)
- Себастьян Мюнстер. «Загальна космографія» (1544) — 26 карт: досить точні карти Куби та інших нововідкритих земель, сопровождавщіхся розповіддю про першу зустріч моряків Колумба з «дикунами», а до числа майже 500 гравюр входили зображення жителів Нового Світу
- «Чеська космографія» (1554)
- Герард Меркатор
- Вінченцо Марія Коронеллі
- П'єр Лафіт «Лекції з космографії» (1853).

### Видання джерел
- Книга, глаголемо Козмографія, складена від стародавніх філософів, перекладена з римського мови // Временник Товариства вивчення старожитностей російських. — М., 1853. — Кн. 16. — Суміш. — С. 1 — 14.
- (Космографія Ортеліус) //Попова Н.Ізборник слов'янських і російських творів і статей, внесених до Хронографи російської редакції. — М., 1869. — С. 459—507.
- Космографія 1670 р. — СПб., 1878—1881.
- Ширакаци, Ананія. Космографія. — Єреван: Вид-во АН Вірменської РСР, 1962.

### Російське освіта
- Підручники
  - Краєвича К. Д.Почала космографії. — СПб., 1898.
  - Малінін О., Буренин К.Керівництво космографії і фізичної географії для гімназій та реальних училищ. — Вид. 7-е. — М., 1877.
  - Савич.Математична географія і перші початку космографії. — СПб., 1850.
  - Шарнгорст.Введення в астрономію. — 2-е вид. — СПб., 1892.
- Методичні матеріали
  - Загальна програма та інструкція для викладання навчальних предметів в кадетських корпусах, затверджена керуючим Військовим міністерством у травні 1898 р. — VIII: Космографія.
  - Програма космографії для VII додаткового педагогічного класу єпархіальних жіночих училищ. — Пг., 1915.
  - Збірник доповідей до з'їзду викладачів фізики, хімії та космографії. — СПб., 1914.
  - Праці Першого всеросійського з'їзду викладачів фізики, хімії та космографії. — Пг., 1916.
  - Праці Всеросійського екстреної наради викладачів математики, фізики та космографії, М., 1917.

### Дослідження
- Західна Європа
  - Подосінов В. А.[Архівовано 24 травня 2011 у Wayback Machine.] Північно-Східна Європа в «космографії» Равенського Аноніма // Східна Європа в історичній перспективі. До 80-річчя В. Т. Пашуто. — М. 1999.
- Росія
  - Білоброва О. А.=% CA% CE% D1% CC% CE% C3% D0% C0% D4% C8% C8 Космографія[недоступне посилання з липня 2019] // Словник книжників. — Вип. 2. Ч. 1. — С. 493—494.
  - 8Глускина С. М.Космографія 1637 як російська переробка тексту «Атласу» Меркатора // Географічний збірник. — М.; Л., 1954. — Кн. 3. — С. 79 — 99.
  - Космографія, що відноситься до початку другої половини XVII століття / Переклад з іноземної ченця Єпіфанія Славинецького; Повідомлено М. Абрамовим / Известия Імператорського географічного товариства. — СПб., 1866. — Т. 2. — № 3. — С. 96 — 97.
  - Лебедєв Д. М.Географія в Росії XVII ст. — М.; Л., 1949. — С. 208—219.
  - Попов А.Огляд хронографів російської редакції. — М., 1869. — Вип. 2. — С. 189—193.
  - Райков Б. Є.Нариси з історії геліоцентричного світогляду в Росії. — М.; Л., 1947.-С. 121—132.
  - Райнов Т.Наука в Росії XI—XVII ст. — М.; Л., 1940. — С. 372—431.
  - Соболевський А. І.Перекладна література Московської Русі XIV—XVII ст. — М., 1903. — С. 41, 53, 56, 58, 59, 64 — 65, 221.